# Copa América de Ciclismo 2012
La 12ª edición de la Copa América de Ciclismo, se disputó el 8 de enero de 2012. Por segunda vez, la competencia se desarrolló en un circuito en el Parque de Flamengo de Río de Janeiro y no en el autódromo de Interlagos de San Pablo donde habitualmente se ha disputado (en 2008 había sido la primera vez).
Nuevamente incluida en el calendario del UCI America Tour y siendo la séptima carrera de dicho campeonato, el recorrido fue de 9 vueltas al circuito de 12,2 km (110 km).
Participaron 138 ciclistas representado a 15 equipos de Brasil y 5 escuadras extranjeras de Uruguay, Paraguay, Perú y Chile de los que 100 llegaron a la meta final.
El ganador fue el argentino Francisco Chamorro, corredor del equipo brasileño Padaria Real-Caloi quién en un esprint masivo, venció a los brasileños Roberto Pinheiro y Nilceu Santos 2º y 3º respectivamente para conquistar por segunda vez esta competición.

## Clasificación final
| \| Posición \| Ciclista \| Equipo \| Tiempo \| Puntos UCI \| \| -------- \| ------------------ \| -------------------------- \| --------------- \| ---------- \| \| 1. \| Francisco Chamorro \| Real \| 2 h 27 min 34 s \| 40 \| \| 2. \| Roberto Pinheiro \| Funvic-Pindamonhangaba \| m.t. \| 30 \| \| 3. \| Nilceu Santos \| Funvic-Pindamonhangaba \| m.t. \| 16 \| \| 4. \| Marcos Crespo \| São José dos Campos-Kuota \| m.t. \| 12 \| \| 5. \| Rodrigo Araújo \| Clube DataRo-Foz do Iguaçu \| m.t. \| 10 \| \| 6. \| Jorge Soto \| Selección de Uruguay \| m.t. \| 8 \| \| 7. \| Raphael Serpa \| São Lucas/Giant/Americana \| m.t. \| 6 \| \| 8. \| Geovane Andriato \| GRCE Memorial/Santos \| m.t. \| 3 \| \| 9. \| João Gaspar \| Altolim/Assis \| m.t. \| - \| \| 10. \| Gustavo Costa \| Velo/Seme/Rio Claro \| m.t. \| - \| |                    |                            |                 |            |
| Posición | Ciclista           | Equipo                     | Tiempo          | Puntos UCI |
| 1. | Francisco Chamorro | Real                       | 2 h 27 min 34 s | 40         |
| 2. | Roberto Pinheiro   | Funvic-Pindamonhangaba     | m.t.            | 30         |
| 3. | Nilceu Santos      | Funvic-Pindamonhangaba     | m.t.            | 16         |
| 4. | Marcos Crespo      | São José dos Campos-Kuota  | m.t.            | 12         |
| 5. | Rodrigo Araújo     | Clube DataRo-Foz do Iguaçu | m.t.            | 10         |
| 6. | Jorge Soto         | Selección de Uruguay       | m.t.            | 8          |
| 7. | Raphael Serpa      | São Lucas/Giant/Americana  | m.t.            | 6          |
| 8. | Geovane Andriato   | GRCE Memorial/Santos       | m.t.            | 3          |
| 9. | João Gaspar        | Altolim/Assis              | m.t.            | -          |
| 10. | Gustavo Costa      | Velo/Seme/Rio Claro        | m.t.            | -          |